# ピーター・ヘザー
ピーター・ヘザー（Peter Heather、1960年 - ）は、古代末期及び中世前期を専攻する歴史学者であり、現在ではキングス・カレッジ・ロンドンの教授である。

## 経歴
1960年、北アイルランド生まれ。マイドストーン文法学校とオックスフォード大学のニューカレッジで教育を（修士・博士）受けた。
2007年までは、ユニヴァーシティ・カレッジ・ロンドンとエール大学に勤めており、他に中世史の研究員･助手としてオックスフォード大学・ウースターカレッジに勤務していた。2008年以後は、キングス･カレッジ･ロンドンの歴史学部に所属した。